# Thetisella flava
Thetisella flava är en ringmaskart som beskrevs av Baird 1868. Thetisella flava ingår i släktet Thetisella och familjen Amphinomidae. Inga underarter finns listade i Catalogue of Life.